# زدولبونيف
زدولبونيف (Здолбунів) هي مدينة في مقاطعة ريفنينسكا في أوكرانيا.
يبلغ عدد سكانها حوالي 24606 نسمة.